# 指小肿头吸虫
指小肿头吸虫（学名：Chaunocephalus ferox）为棘口科肿头属的动物。分布于土尔其、印度、德国、澳大利亚、捷克斯洛伐克、俄罗斯、以及中国大陆的湖南等地，营寄生生活，宿主Anastomus ascitans（印度）、印度鹳、大麻  、白鹳、乌鹳（湖南）、黑颈鹤、彩鹳、鹭鸶以及寄生在小肠。